# Allan Robert Phillips
Allan Robert Phillips (* 25. Oktober 1914 in New York City; † 26. Januar 1996 in San Nicolás de los Garza) war ein US-amerikanischer Ornithologe.

## Leben und Wirken
Sein Vater Robert W. Phillips (1891–1943) war Geschäftsmann in New York. Er heiratete im Jahr 1913 Alma Josephi, eine Konzertpianistin, die sehr aktiv in der Kulturszene der Stadt war. Aus der Ehe gingen neben Allan zwei weitere Kinder hervor. Sein Bruder hieß George (1918-), seine Schwester Ruth (1922-). Die Ehe wurde geschieden und die Mutter heiratete den ersten Geiger der New York Symphony Orchestra William X. Foster. Aus dieser Ehe hatte er eine Halbschwester namens Marjorie (1929-).
Philipps besuchte von 1920 bis 1931 die Horace Mann School. Im Jahr 1932 schrieb er sich an der Cornell University ein, wechselte von 1933 bis 1934 auf die University of Arizona, bevor er nach Cornell zurückkehrte und im Februar 1936 schließlich mit dem Bachelor of Arts abschloss. Wie sehr er schon in jungen Jahren geschätzt wurde, zeigte sich darin, dass er trotz seines undergraduated Status von Arthur Augustus Allen (1885–1964) zu einem Treffen mit graduated Studenten eingeladen wurde.
Im Jahr 1936 kehrte er nach Tucson zurück, um seinen Master of Science im Juni 1939 an der University of Arizona zu machen. Seine Master-Arbeit trug den Titel The Faunal Areas of Arizona Based on Bird Distribution.
Im Jahr 1940 ging es zurück an die Universität von Cornell, an der er im September 1946 trotz seines Militärdienstes während des Zweiten Weltkriegs seinen Ph.D. erwarb. Seine Dissertation trug den Titel The Birds of Arizona.
1957 kaufte er ein Haus im Stadtteil Colonia Las Águilas im Westen von Mexiko-Stadt. Hier wurde ihm die Haushälterin Juana Farfan Bautista (1928–2019) empfohlen, die als Mutter vierer Kinder mit Namen Nilo, Alejandro, Mela und Anita bei ihm einzog. Phillips heiratete sie und am 12. November 1961 wurde sein Erster Sohn Robert (1961-) geboren. Es folgten am 19. August 1963 der Sohn Edward und schließlich am 28. Oktober 1968 der Sohn Edward. Die Witwe, seine Stiefkinder und seine Söhne überlebten den Vater.

## Ornithologische Karriere
In den Sommern seiner frühen Jugend verbrachte seine Zeit auf einem Familiengrundstück nahe Jackman, Maine. Hier führte ihn seine Mutter in die Vogel- und Tierwelt ein. Schon als 5-Jährigen faszinierte ihn das so sehr, dass er begann, Listen über das Gesehene zu führen. Im Alter von 16 Jahren wurde er wegen seines Asthmas an die Fresnal Ranch School in den Baboquivari-Bergen geschickt. Hier lernte er Randolph Jenks (1912–2011) kennen, der ihn für die Avifauna des Südwestens der USA begeisterte.
In den Jahren 1942 bis 1945 diente er in der Armee. Nachdem er einen Offizier beleidigte, wurde er vor ein Militärgericht gestellt. Er verlor seinen Rang als Unteroffizier und landete im Gefängnis. Hier schrieb er nur aus dem Gedächtnis den ersten Teil seiner Doktorarbeit. Die Stellen, an die er sich nicht erinnern konnte, ließ er zunächst frei. Er schickte das Manuskript an seine Mutter, die es mit Hilfe von Lyndon Lane Hagrave (1896–1978) abtippte. Der Entwurf umfasste bereits 392 Seiten und so konnte er die Lücken nach seiner Rückkehr nach Cornell innerhalb eines Jahres mit Bibliotheksmaterial schließen. Während der Militärzeit war er auch mit Cornell-Studenten wie dem Ornithologen Ralph Simon Palmer (1914–2003), der ihn am 8. Juni 1944 am Omaha Beach fotografierte, oder Frank Cassell in der Präfektur Okinawa in Kontakt.
Er führte einen Katalog über die Vögel seiner eigenen Sammlung, dessen Pflege er aufgab, als er seine Bälge dem Museum of Northern Arizona übergab. Die Liste seiner Sammler oder Präparatoren liest sich wie das Wer ist wer? der Ornithologen von Cornell, dem Südwesten der USA und später von Mexiko. Neben Gale Wendell Monson (1912–2012), Adriaan Joseph van Rossem (1892–1949), Kenneth Carroll Parkes (1922–2007) finden sich auch viele andere Koryphäen. Der Ornithologe und Illustrator George Miksch Sutton (1898–1982) wurde z. B. am 10. Juni 1940 aufgenommen, da er ihm seine Zeichnungen von einer Forschungsreise für sein Buch The Birds of Arizona zur Verfügung stellte.
Im August 1963 kam Amadeo Michael Rea (* 1939), ein ehemaliger Franziskaner, an der St. Johns Indian School im Gila River Indian Reservation, um dort zu lehren. Er sammelte dort Bälge und bekam den Rat, Phillips wegen dieser zu kontaktieren. Drei der Exemplare wurden sofort in The Birds of Arizona aufgenommen und es entstand eine lebenslange Freundschaft zwischen beiden. Rea galt ohne Zweifel in vielerlei Hinsicht als sein würdiger Nachfolger.
Vom 20. April bis 7. Mai 1947 ging er zusammen mit van Rossem zu seinem ersten Streifzug durch Mexiko. Es folgten 1951, 1952 und 1953 weitere Reisen nach Sonora. Seine erste längere Exkursion führte ihn mit seinem Freund Lewis D. Jaeger vom 5. November bis 2. Dezember 1952 nach Nayarit.
Als ihn Dwain Willard Warner (1917–2005) nach im März 1954 nach einem Heimatbesuch in Tucson nach Mexiko-Stadt einlud, nahm er diese Einladung dankend an. Zwischen 11. Mai und 5. Juli brachen beide zu einer Reise in das westliche und zentrale Mexiko auf.
Wohl eine seiner wichtigsten Begegnungen war die mit dem mexikanischen Mammologe Bernardo Villa Ramírez (1911–2006). Dieser arbeitete am Instituto de Biología der Nationalen Autonomen Universität von Mexiko und lud Phillips dazu ein am Institut seine akademische Laufbahn fortzusetzen. Er entschied sich schließlich dorthin zu ziehen. Die Sammlung, die er mitbrachte war größer, als die Institutseigene. Am Institut arbeitete er von 1957 bis 1974. Als sich die Lage am Institut aus politischen Gründen verschlechterte und er außerdem mit der Kälte und Luftverschmutzung in Mexiko-Stadt hatte, zog er nach San Nicolás de los Garza, wo er 1973 in Kontakt mit der Universidad Autónoma de Nuevo León und dem lokalen Ornithologen Salvador Contreras-Balderas (1936–2009) kam. Außerdem lehrte er an der Universidad Michoacana de San Nicolás de Hidalgo. Weitere wichtige Freunde aus dieser Zeit wurden der Geschäftsmann und Umweltschützer Andrés Marcelo Sada Zambrano (* 1930), sowie Aldegundo Garza de León (* 1939), der Gründer des Vogelmuseums in Saltillo.
Phillips galt als relativ unabhängiger Forscher, der nur geringe Unterstützung durch andere Ressourcen bekam. In der Zeit zwischen 1933 und 1945 publizierte er 195 Artikel und 4 Bücher. 1964 erschien The Birds of Arizona, ein Buch, das er zusammen mit Joe Truesdell Marshall, Jr. (1918–2015) und Monson publizierte. Sutton steuerte die Illustrationen bei und Eliot Furness Porter (1901–1990) die Fotografien. Auch bei Annotated Checklist of the Birds of Arizona aus dem Jahr 1981 arbeitete er mit Monson zusammen. 1986 erschien der erste, 1991 der zweite Band von The known birds of North and Middle America. In seinen Publikationen beschrieb er 160 neue wissenschaftliche Namen. Phillips war ein typischer Alpha-Taxonomist, d. h. sein Schwerpunkt lag in der Beschreibung neuer Arten und deren vorläufige Gruppierung zu Sammelgattungen, der sich aber auch mit den unmittelbaren Verzweigungen, wie Verlust von Lebensraum und Biodiversität befasste.

## Dedikationsnamen
John Patrick Hubbard und Richard Stanley Crossin widmeten ihm 1974 eine Unterart der Rostscheitelammer (Aimophila ruficeps phillipsi), Adriaan Joseph van Rossem 1947 eine Unterart der Brillenmeise (Baeolophus wollweberi phillipsi), Mario Alberto Ramos Olmos 1991 eine Unterart der Cayenneralle (Aramides cajaneus vanrossemi), Zwergdrossel (Catharus ustulatus phillipsi), Robert William Dickerman 1973 eine Unterart des Kahnschnabels (Cochlearius cochlearius phillipsi), Dickerman und Dwain Willard Warner 1962 eine Unterart des Gartentrupials (Icterus spurius phillipsi), Marvin Ralph Browning 1993 eine Unterart des Diademhähers (Cyanocitta stelleri phillipsi) und 1994 eine Unterart des Goldwaldsängers (Setophaga petechia phillipsi), Gary Russell Graves  und John Seddon Weske 1987 die Siratangare (Tangara phillipsi), Philip Unitt und Amadeo Michael Rea 1997 eine Unterart des Andenbaumläufers (Certhia americana phillipsi), Kenneth Carroll Parkes 1991 eine Unterart des Graukappenvireos (Hylophilus decurtatus phillipsi) und 1997 eine Unterart des Rotkardinal (Cardinalis cardinalis phillipsi).
Außerdem finden sich sein Name in den Fossilien Rhynchopsitta phillipsi Rea, 1997 und Rallus phillipsi Wetmore, 1957.
Seine Frau kam in einer Unterart des Fleckenkauz (Strix occidentalis juanaphillipsae Dickerman, 1997) zu Ehren.

## Erstbeschreibungen durch Allan Robert Phillips
Phillips hat zahlreiche Arten bzw. Unterarten, die neu für die Wissenschaft waren, beschrieben. Zu den Arten und Unterarten gehören chronologisch u. a.:

### Arten
- Buschland-Schnäppertyrann (Empidonax oberholseri Phillips, AR, 1939)
- Zimtflankenamazilie (Amazilia wagneri Phillips, AR, 1966)

### Unterarten
- Kiefernschnäppertyrann (Empidonax affinis vigensis Phillips, AR, 1942)
- Botteriammer (Peucaea botterii goldmani (Phillips, AR, 1943))
- Botteriammer (Peucaea botterii texana (Phillips, AR, 1943))
- Bindenlaufhühnchen (Turnix suscitator okinavensis Phillips, AR, 1947)
- Dickichtwaldsänger (Geothlypis tolmiei monticola (Phillips, AR, 1947))
- Weidenschnäppertyrann (Empidonax traillii extimus Phillips, AR, 1948)
- Dohlengrackel (Quiscalus mexicanus monsoni (Phillips, AR, 1950))
- Singammer (Melospiza melodia villai Phillips, AR & Dickerman, 1957)
- Singammer (Melospiza melodia yuriria Phillips, AR & Dickerman, 1957)
- Helmwachtel (Callipepla gambelii stephensi Phillips, AR, 1959)
- Arizonawaldsänger (Setophaga graciae yaegeri (Phillips, AR & Webster, 1961))
- Mexikoschattenkolibri (Phaëthornis mexicanus griseoventer Phillips, AR, 1962)
- Schwarzkinn-Grundammer (Kieneria aberti vorhiesi (Phillips, AR, 1962))
- Gelbschultertrupial (Icterus prosthemelas praecox Phillips, AR & Dickerman, 1965)
- Tropfenbrust-Musendrossel (Catharus dryas harrisoni Phillips, AR &Rook, 1965)
- Diademhäher (Cyanocitta stelleri restricta Phillips, AR, 1966)
- Dohlengrackel (Quiscalus mexicanus loweryi (Dickerman & Phillips, AR, 1966))
- Einsiedlerzaunkönig (Henicorhina leucophrys minuscula Phillips, AR, 1966)
- Finkenbuschtangare (Chlorospingus flavopectus persimilis Phillips, AR, 1966)
- Gelbbauch-Schnäppertyrann (Mitrephanes phaeocercus burleighi Phillips, AR, 1966)
- Gilbdrossel (Turdus grayi linnaei Phillips, AR, 1966)
- Graubauchsegler (Chaetura vauxi warneri Phillips, AR, 1966)
- Grauwasseramsel (Cinclus mexicanus dickermani Phillips, AR, 1966)
- Grünhäher (Cyanocorax luxuosus confusus Phillips, AR, 1966)
- Huttonvireo (Vireo huttoni pacificus Phillips, AR, 1966)
- Langschwanzwachtel (Dendrortyx macroura inesperatus Phillips, AR, 1966)
- Montezumawachtel (Cyrtonyx montezumae rowleyi Phillips, AR, 1966)
- Orangebrust-Schnäppertyrann (Empidonax fulvifrons brodkorbi Phillips, AR, 1966)
- Brasilzwergkauz (Glaucidium ridgwayi intermedium Phillips, AR, 1966)
- Rostscheitelammer (Aimophila ruficeps extima Phillips, AR, 1966)
- Rostscheitelammer (Aimophila ruficeps pallidissima Phillips, AR, 1966)
- Rotkehlnymphe (Lampornis amethystinus circumventus (Phillips, AR, 1966))
- Rotscheitel-Maskentyrann (Myiozetetes similis hesperis Phillips, AR, 1966)
- Schluchtenzaunkönig (Catherpes mexicanus cantator Phillips, AR, 1966)
- Schwalbenorganist (Euphonia hirundinacea caribbaea Phillips, AR, 1966)
- Schwalbenorganist ( Euphonia hirundinacea suttoni Phillips, AR, 1966)
- Schwarzkehltrupial (Icterus gularis flavescens Phillips, AR, 1966)
- Schwarzrückenbekarde (Pachyramphus major matudai Phillips, AR, 1966)
- Wüstenspottdrossel (Toxostoma lecontei macmillanorum Phillips, AR, 1966)
- Yucatanschopftyrann (Myiarchus yucatanensis lanyoni Parkes & Phillips, AR, 1967)
- Bergmusendrossel (Catharus frantzii chiapensis Phillips, AR,  1969)
- Bergmusendrossel (Catharus frantzii waldroni Phillips, AR, 1969)
- Bergmusendrossel (Catharus frantzii wetmorei Phillips, AR,  1969)
- Lerchenstärling (Sturnella magna saundersi Dickerman & Phillips, AR, 1970)
- Ohrenlerche (Eremophila alpestris lactea Phillips, AR, 1970)
- Schleiereule (Tyto alba bondi Parkes & Phillips, AR, 1978)
- Fichtenkreuzschnabel (Loxia curvirostra reai Phillips, AR, 1981)
- Buschzaunkönig (Thryomanes bewickii pulichi Phillips, AR, 1986)
- Buschzaunkönig (Thryomanes bewickii sadai Phillips, AR, 1986)
- Buschzaunkönig (Thryophilus rufalbus skutchi Phillips, AR, 1986)
- Buschzaunkönig (Thryophilus rufalbus sylvus Phillips, AR, 1986)
- Cabaniszaunkönig (Cantorchilus modestus vanrossemi Phillips, AR, 1986)
- Fahlstirnschwalbe (Petrochelidon pyrrhonota ganieri (Phillips, AR, 1986))
- Goldkopf-Beutelmeise (Auriparus flaviceps hidalgensis Phillips, AR, 1986)
- Goldkopf-Beutelmeise (Auriparus flaviceps sinaloae Phillips, AR, 1986)
- Graubrustschwalbe (Progne chalybea warneri Phillips, AR, 1986)
- Grauflankenmeise (Poecile sclateri garzai Phillips, AR, 1986)
- Graukehlschwalbe (Stelgidopteryx serripennis burleighi Phillips, AR, 1986)
- Rotnacken-Zaunkönig (Campylorhynchus rufinucha nicoyae Phillips, AR, 1986)
- Schluchtenzaunkönig (Catherpes mexicanus croizati Phillips, AR, 1986)
- Schluchtenzaunkönig (Catherpes mexicanus pallidior Phillips, AR, 1986)
- Südlicher Hauszaunkönig (Troglodytes musculus pallidipes Phillips, AR, 1986)
- Tropfenspottdrossel (Toxostoma ocellatum villai Phillips, AR, 1986)
- Weißbauch-Zaunkönig (Uropsila leucogastra centralis Phillips, AR, 1986)
- Weißbauch-Zaunkönig (Uropsila leucogastra restricta Phillips, AR, 1986)
- Zwergkleiber (Sitta pygmaea elii Phillips, AR, 1986)
- Aztekendrossel (Ridgwayia pinicola maternalis Phillips, AR, 1991)
- Blaukehl-Hüttensänger (Sialia mexicana jacoti Phillips, AR, 1991)
- Blaukehl-Hüttensänger (Sialia mexicana nelsoni Phillips, AR, 1991)
- Blaumückenfänger (Polioptila caerulea perplexa Phillips, AR, 1991)
- Braunkappenvireo (Vireo leucophrys dubius Phillips, AR, 1991)
- Braunkappenvireo (Vireo leucophrys palmeri Phillips, AR, 1991)
- Brustbandvireo (Vireolanius melitophrys crossini Phillips, AR, 1991)
- Gilbdrossel (Turdus grayi yucatanensis Phillips, AR, 1991)
- Halsbanddrossel (Ixoreus naevius godfreii (Phillips, AR, 1991))
- Halsbanddrossel (Ixoreus naevius carlottae (Phillips, AR, 1991))
- Mangrovevireo (Vireo pallens wetmorei Phillips, AR, 1991)
- Rostbrauenvireo (Cyclarhis gujanensis septentrionalis Phillips, AR, 1991)
- Rotkehl-Hüttensänger (Sialia sialis nidificans Phillips, AR, 1991)
- Rotmanteldrossel (Turdus rufopalliatus interior Phillips, AR, 1991)
- Sängervireo (Vireo gilvus sympatricus Phillips, AR, 1991)
- Schwarzkopf-Musendrossel (Catharus mexicanus carrikeri Phillips, AR, 1991)
- Schwarzkopf-Musendrossel (Catharus mexicanus yaegeri Phillips, AR, 1991)
- Schwarzschwanz-Degenschnäbler (Ramphocaenus rufiventris panamensis Phillips, AR, 1991)
- Smaragdvireo (Vireolanius pulchellus ramosi Phillips, AR, 1991)
- Weißaugenvireo (Vireo griseus marshalli Phillips, AR, 1991)
- Weißkehldrossel (Turdus assimilis benti Phillips, AR, 1991)
- Weißkehldrossel (Turdus assimilis campanicola Phillips, AR, 1991)
- Weißkehldrossel (Turdus assimilis croizati Phillips, AR, 1991)
- Weißkehldrossel (Turdus assimilis hondurensis Phillips, AR, 1991)
- Weißstirnvireo (Vireo plumbeus gravis Phillips, AR, 1991)
- Yukatanvireo (Vireo magister decoloratus (Phillips, AR, 1991))
- Yukatanvireo (Vireo magister stilesi (Phillips, AR, 1991))
- Zitronenflankenvireo (Vireo flavoviridis perplexus Phillips, AR, 1991)
- Zitronenflankenvireo (Vireo flavoviridis vanrossemi (Phillips, AR, 1991)
- Piroltrupial (Icterus pustulatus dickermani Phillips, AR, 1995)
- Piroltrupial (Icterus pustulatus interior Phillips, AR, 1995)
- Piroltrupial (Icterus pustulatus yaegeri Phillips, AR, 1995)
- Nördlicher Blasskleintyrann (Camptostoma imberbe thyellophilum) Parkes & Phillips, AR, 1999)

## Schriften (Auswahl)
- The Type of Empidonax Wrightii Baird. In: The Auk. Band 56, Nr. 3, 1939, S. 311–312 (englisch, sora.unm.edu [PDF; 85 kB; abgerufen am 3. Januar 2016]).
- The Races of Empidonax Affinis. In: The Auk. Band 59, Nr. 3, 1942, S. 424–428 (englisch, sora.unm.edu [PDF; 248 kB; abgerufen am 3. Januar 2016]).
- Critical Notes on Two Southwestern Sparrows. In: The Auk. Band 60, Nr. 2, 1943, S. 242–248 (englisch, sora.unm.edu [PDF; 374 kB; abgerufen am 3. Januar 2016]).
- The Button Quails and Tree Sparrows of the Riu Kiu Islands. In: The Auk. Band 64, Nr. 1, 1947, S. 126–127 (englisch, sora.unm.edu [PDF; 139 kB; abgerufen am 3. Januar 2016]).
- The Races of Macgillivray’s Warbler. In: The Auk. Band 64, Nr. 2, 1947, S. 296–300 (englisch, sora.unm.edu [PDF; 260 kB; abgerufen am 3. Januar 2016]).
- Geographic Variation in Empidonax Traillii. In: The Auk. Band 65, Nr. 4, 1948, S. 507–514 (englisch, sora.unm.edu [PDF; 442 kB; abgerufen am 3. Januar 2016]).
- The Great-Tailed Grackles of the Southwest. In: The Condor. Band 52, Nr. 2, 1950, S. 78–81 (englisch, sora.unm.edu [PDF; 225 kB; abgerufen am 3. Januar 2016]).
- mit Robert William Dickerman: Notes on the Song Sparrows of the Mexican Plateau. In: The Auk. Band 74, Nr. 3, 1957, S. 376–382 (englisch, sora.unm.edu [PDF; 376 kB; abgerufen am 3. Januar 2016]).
- Las subspecies de la Codorniz de Gambel y el problema de los cambios climaticos en Sonora. In: Anales del Instituto de Biología de la Universidad Nacional Autónoma de México. Band 29, 1959, S. 361–374.
- mit Jackson Dan Webster: Grace’s Warbler in Mexico. In: The Auk. Band 78, Nr. 4, 1961, S. 551–553 (englisch, sora.unm.edu [PDF; 143 kB; abgerufen am 3. Januar 2016]).
- mit William Joseph Schaldach, Jr.: The Eared Poor-Will. In: The Auk. Band 78, Nr. 4, 1961, S. 567–572 (englisch, sora.unm.edu [PDF; 311 kB; abgerufen am 3. Januar 2016]).
- Notas sobre aves mexicanas I. In: Anales del Instituto de Biología de la Universidad Nacional Autónoma de México. Band 32, 1962, S. 333–381.
- Notas sistematicas sobre aves Mexicanas. In: Anales del Instituto de Biología de la Universidad Nacional Autónoma de México. Band 33, 1962, S. 331–372.
- Joe Truesdell Marshall, Jr., Gale Wendell Monson, George Miksch Sutton, Eliot Furness Porter: The birds of Arizona. University of Arizona Press, Tucson, Arizona 1964, ISBN 0-8165-0012-6.
- mit Warren Rook: A New Race of the Spotted Nightingale-Thrush from Oaxaca, Mexico. In: The Condor. Band 67, Nr. 1, 1965, S. 3–5 (englisch, sora.unm.edu [PDF; 212 kB; abgerufen am 3. Januar 2016]).
- mit Robert William Dickerman: A New Subspecies of Icterus Prosthemelas From Panama and Costa Rica. In: The Wilson Bulletin. Band 77, Nr. 3, 1965, S. 298–299 (englisch, sora.unm.edu [PDF; 102 kB; abgerufen am 3. Januar 2016]).
- mit Robert William Dickerman: A New Subspecies of the Boat-Tailed Grackle From Mexico. In: The Wilson Bulletin. Band 78, Nr. 1, 1966, S. 129–131 (englisch, sora.unm.edu [PDF; 131 kB; abgerufen am 3. Januar 2016]).
- Notas sistemáticas sobre aves mexicanas, III. In: Revista de la Sociedad Mexicana de Historia Natural. Band 25, 1966, S. 217–242 (spanisch, repositorio.fciencias.unam.mx [PDF; 193 kB; abgerufen am 3. Januar 2016]).
- Further systematic notes on Mexican birds. In: Bulletin of the British Ornithologists’ Club. Band 86, Nr. 5, 1966, S. 86–94 (biodiversitylibrary.org [abgerufen am 3. Januar 2016]).
- Further systematic notes on Mexican birds. In: Bulletin of the British Ornithologists’ Club. Band 86, Nr. 6, 1966, S. 103–112 (biodiversitylibrary.org [abgerufen am 3. Januar 2016]).
- Further systematic notes on Mexican birds. In: Bulletin of the British Ornithologists’ Club. Band 86, Nr. 7, 1966, S. 125–131 (biodiversitylibrary.org [abgerufen am 3. Januar 2016]).
- Further systematic notes on Mexican birds. In: Bulletin of the British Ornithologists’ Club. Band 86, Nr. 8, 1966, S. 148–159 (biodiversitylibrary.org [abgerufen am 3. Januar 2016]).
- mit Kenneth Carroll Parkes: A New Subspecies of the Yucatan Flycatcher, Myiarchus Yucatanensis. In: The Condor. Band 69, Nr. 1, 1967, S. 78–81 (englisch, sora.unm.edu [PDF; 274 kB; abgerufen am 3. Januar 2016]).
- An Ornithological Comedy of Errors: Catharus Occidentalis and C. Frantzii. In: The Auk. Band 86, Nr. 4, 1969, S. 605–623 (englisch, sora.unm.edu [PDF; 987 kB; abgerufen am 3. Januar 2016]).
- A northern race of Lark supposedly breeding in México. In: Bulletin of the British Ornithologists’ Club. Band 90, Nr. 4, 1970, S. 115–116 (biodiversitylibrary.org [abgerufen am 3. Januar 2016]).
- mit Robert William Dickerman: Taxonomy of the Common Meadowlark (Sturnella Magna) in Central and Southern Mexico and Caribbean Central America. In: The Condor. Band 72, Nr. 3, 1970, S. 305–309 (englisch, sora.unm.edu [PDF; 528 kB; abgerufen am 3. Januar 2016]).
- mit Kenneth Carroll Parkes: Two new Caribbean subspecies of barn owl (Tyfo alba) with remarks on variation in other populations. In: Annals of the Carnegie Museum. Band 47, 1978, S. 479–492.
- mit Gale Monson: Annotated Checklist of the Birds of Arizona. University of Arizona Press, Tucson, Arizona 1981, ISBN 0-8165-0753-8.
- The known birds of North and Middle America. Distributions and Variation, Migrations, Changes, Hybrids, etc. 1 (Hirundinidae to Mimidae; Certhiidae). Roberts Rinehart Publisher, Denver 1986, ISBN 0-9617402-0-5.
- The known birds of North and Middle America. Distributions and Variation, Migrations, Changes, Hybrids, etc. 2 (Bombycillidae; Sylviidae to Sturnidae; Vireoni). Published by the Author, Denver 1991, ISBN 0-9617402-1-3.
- The northern races of Icterus pustulatus (Icteridae), scarlet-headed or streaked-backed oriole. In: Bulletin of the British Ornithologists’ Club. Band 115, Nr. 2, 1995, S. 98–105 (biodiversitylibrary.org [abgerufen am 3. Januar 2016]).
- mit Kenneth Carroll Parkes: A new subspecies of the Northern Beardless-Tyrannulet Camptostoma imberbe. In: Bulletin of the British Ornithologists’ Club. Band 119, Nr. 1, 1999, S. 59–62 (biodiversitylibrary.org [abgerufen am 3. Januar 2016]).